# Płochacze
Płochacze (Prunellidae) – monotypowa rodzina małych ptaków z rzędu wróblowych (Passeriformes).

## Występowanie
Rodzina obejmuje gatunki występujące w Europie, Azji i północno-zachodniej Afryce.
W Polsce występuje pokrzywnica i płochacz halny; sporadycznie zalatuje płochacz syberyjski, a wyjątkowo płochacz czarnogardły.

## Charakterystyka
Jest to jedyna rodzina ptaków endemiczna dla Palearktyki. Większość gatunków zamieszkuje obszary górskie; jedynie pokrzywnica, płochacz śniady oraz płochacz syberyjski żyją też na terenach nizinnych. Nie odbywają dalekich wędrówek, ale zimą przenoszą się w niższe partie gór i na tereny o łagodniejszym klimacie położone bardziej na południu.
Długość ciała 14–18 cm, masa ciała 17,5–45 g. Z wyglądu przypominają wróble (ale nie są z nimi blisko spokrewnione). Mają rude, brązowe lub szare, kreskowane upierzenie, cienki i ostry dziób. Obie płci są ubarwione podobnie. Gniazdują na ziemi, wśród niskiej roślinności lub w szczelinie skalnej. Składają 3–6 jaj o barwie od zielonkawej do niebieskiej. Odżywiają się owadami, a zimą również nasionami i jagodami.

## Systematyka

### Etymologia
- Prunella: niem. Braunelle – „płochacz”, od zdrobnienia braun – „brązowy”, w aluzji do rudo-brązowego ubarwienia górnych części ciała płochacza pokrzywnicy[11].
- Accentor: nowołac. accentor – „chórzysta”, od łac. ad – „w kierunku, dla”; cantor, cantoris – „śpiewak”, od canere – „śpiewać”[12]. Gatunek typowy: Sturnus collaris Scopoli, 1769.
- Aprunella: grecki negatywny przedrostek α- a-; rodzaj Prunella Vieillot, 1816[13]. Gatunek typowy: Accentor immaculatus Hodgson, 1845.

### Podział systematyczny
Taksonem siostrzanym wobec płochaczy są złotogłówki (Peucedramidae). Do rodziny należy jeden rodzaj Prunella z następującymi gatunkami:
- Prunella himalayana (Blyth, 1842) – płochacz himalajski
- Prunella collaris (Scopoli, 1769) – płochacz halny
- Prunella immaculata (Hodgson, 1845) – płochacz kasztanowaty
- Prunella rubeculoides (Moore,F, 1854) – płochacz rudopierśny
- Prunella strophiata (Blyth, 1843) – płochacz rdzawobrewy
- Prunella fulvescens (Severtsov, 1873) – płochacz płowy
- Prunella koslowi (Przevalski, 1887) – płochacz mongolski
- Prunella rubida (Temminck & Schlegel, 1845) – płochacz śniady
- Prunella montanella (Pallas, 1776) – płochacz syberyjski
- Prunella modularis (Linnaeus, 1758) – płochacz pokrzywnica
- Prunella atrogularis (von Brandt, 1843) – płochacz czarnogardły
- Prunella ocularis (Radde, 1884) – płochacz pstry